# Alunita

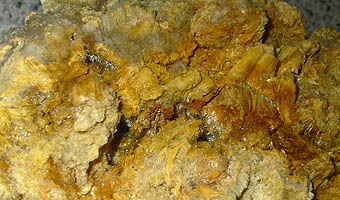
Alunita

Alunita ou alunite é um mineral composto de sulfato de alumínio potássio ( KAl3(SO4)2(OH)6)

## Ficha Técnica
- Grupo: Sulfato
- Sistema cristalino:Triclínico
- Fórmula química:KAl3(SO4)2(OH)6
- Dureza:3,5-4 ( escala de Mohs )
- Densidade:2,59
- Clivagem:Perfeita
- Fratura:Concóide
- Cor:Branco,amarelo,vermelho,cinza
- Cor do risco:Branca
- Brilho:Vítreo a perláceo
- Fluorescência:Ausente